# Suncorp Place
Il Suncorp Place è un grattacielo di Sydney in Australia.

## Storia
I lavori di costruzione dell'edificio, progettato dallo studio di architettura Joseland & Gilling per Qantas, sono iniziati nel 1970 e sono terminati nel 1982.

## Descrizione
L'edificio sorge nel CBD di Sydney e presenta un'altezza di 193 metri.